# FN's hovedkvarter
FN's hovedkvarter er et markant bygningskompleks beliggende på Manhattan i New York City, USA, som siden dets færdiggørelse i 1950 har fungeret som hovedkvarter for Forenede Nationer. Selv om det er beliggende i New York City regnes grunden for at være internationalt og neutralt territorium. Dog hører hovedkvarteret stadig under USA's jurisdiktion.
Området grænser op til First Avenue mod vest, East 42nd Street mod syd, East 48th Street mod nord og East River mod øst. Grunden er skænket af John D. Rockefeller, Jr.. Foran bygningen står næsten 200 flagstænger med samtlige medlemslandes flag i alfabetisk rækkefølge.
Komplekset består af tre større bygninger:
- Sekretariatsbygningen, også kaldet FN-bygningen, hvor FN-sekretariatet holder til (39 m høj)
- Generalforsamlingsbygningen, der huser FN's generalforsamlinger
- Dag Hammarskjöld Biblioteket

## Åbning
De første 450 FN medarbejdere begyndte at arbejde i Sektrariatsbygningen den 22. august 1950. FN tog officielt Sekretariatsbygningen i brug den 8. januar 1951, på hvilket tidspunkt der arbejde ca. 3.300 medarbejdere i bygningen. På det tidspunkt var store dele af bygningen endnu ikke færdiggjort og størstedelen af FN's aktiviteter var stadig placeret i Lake Success. FN flyttede de sidste aktiviteter ud af bygningerne i Lake Success i maj 1951. Bygningen af Generalforsamlingsbygningen blev forsinket på grund af mangel på limsten til brug for opførelsen, der var forårsaget af store snefald i de engelske limstensbrud. Hovedkvarteret på Manhattan blev erklæret færdigbygget den 10. oktober 1952. Prisen for byggeriet er oplyst at have udgjort $65 million.